# Марк, Хавьер
Хавьер Марк (исп. Xavier Marc; 16 января 1948, Гвадалахара — 19 февраля 2022) — мексиканский актёр, доцент, оператор и режиссёр.

## Биография
Родился 16 января 1948 года в Гвадалахаре в семье Хесуса Ривера и Марии Марк. Имел 9 братьев и сестёр: Гуадалупе, Сару, Элоису, Бланку Эстелу, Хосе, Родольфо, Хосе Луиса, Хорхе и Уго. Учился в Школе театрального искусства при Национальном институте изящных искусств, студии Димитрио Саррас, академии Ута Хаген в Мексике и академии Бергбофф. В мексиканском кинематографе дебютировал в 1962 году и с тех пор до 2008 года снялся в 41 работе в кино и телесериалах. Телесериал «Богатые тоже плачут» оказался наиболее популярным в карьере актёра, ибо он был продан во многие страны мира. Был доцентом университета U.C.L.A. в Париже, где преподавал методы Брехта и Станиславского. В 2008 году порвал с кинематографом по неизвестным причинам.
Покончил жизнь самоубийством 19 февраля 2022 года в Мигель-Идальго.

## Личная жизнь
Хавьер Марк был женат на актрисе Клаудии Оберегон. Супруга подарила ему единственного сына Хулио Сесара, скончавшегося в молодости.

## Фильмография

### Мексика

#### Телесериалы

##### Свыше 2-х сезонов
- 1985—2007 — Женщина, случаи из реальной жизни (17 сезонов)

##### Televisa
- 1964 — Грозовой перевал
- 1971 —
  - Право детей
  - У любви — женское лицо — Фернандо Угальде.
- 1973 — Возлюби ближнего
- 1974 — Мир игрушки — Падре Бенито.
- 1975 — Нарасхват — Энрике.
- 1977 — Месть
- 1978 —
  - Вивиана — Гордо.
  - Доменико Монтеро — Хенаро Пенья.
- 1979 — Богатые тоже плачут — адвокат Гонсалес.
- 1980 — Сандра и Паулина
- 1981 — Мы, женщины — Максимилиано.
- 1982 — Небеса не простят — Херардо.
- 1983 — Хищница — Гриего.
- 1984 — Да, моя любовь — Эриберто.
- 1987 — Потерянные годы
- 1994 — Там за мостом — Доктор Молинеро.
- 1997 — У души нет цвета — Роман.
- 1998 — Что с нами твориться?
- 1999 — Ребенок, пришедший из моря — Доктор Агустин Ортиз
- 2001 — Мария Белен — Адольфо Серано
- 2004 — Мой грех — в любви к тебе — Эваристо Лопез Монфорт
- 2005 — Преграда на пути любви — Густаво Замора
- 2007 — Любовь без грима — Хериберто
- 2008 — Клянусь, что люблю тебя — Отец Басилио

#### Фильмы
- 1963 — Знаки зодиака — Андрес.
- 1968 — Хищник — Мигель Хуарес по кличке Чичо.
- 1969 — Два мула для сестры Сары (совм. с США) — Якуи Чейф.
- 1974 — Остров одиноких мужчин — Пресо.
- 1978 — Пчёлы (совм. с США) — Индия.
- 1983 — Скручённые Богом линии судьбы — доктор.

### США

#### Фильмы
- 2005 — Легенда Зорро — дон Робау.

### Франция

#### Фильмы
- 1991 — Человек в золотой маске — Мальком Тейлор.